# 234
234 (CCXXXIV) var ett normalår som började en onsdag i den julianska kalendern.

## Händelser

### Okänt datum
- Kejsar Alexander Severus köper sig till fred med Alemannerna. Detta leder till att han mördas året därpå.
- Zhuge Liang från Shu Han ger sig av på sin sista nordliga expedition mot Cao Wei.

## Födda
- Jin Wudi, kinesisk kejsare (född omkring detta år)

## Avlidna
- Li Yan, general i kungariket Shu Han
- Wei Yan, general i kungariket Shu Han (avrättad av Ma Dai)
- Zhuge Liang strateg och statsman i kungariket Shu Han (stupad i slaget på Wuzhang-slätten mot kungariket Wei)
- Han Xiandi, den siste kejsaren av den kinesiska Handynastin